# Erik Pontoppidan (læge)
 Der er flere personer med dette navn, se Erik Pontoppidan.
Erik Jansen Pontoppidan (født 16. juni 1847 i Ribe, død 21. november 1919 i København) var en dansk venerolog. Far til Børge Pontoppidan, Inger Pontoppidan, Holger Pontoppidan og Eiler Pontoppidan
Pontoppidan, der blev cand. med. 1872, dr.med. 1876 med en afhandling Om Lupus, var kommunelæge på Sankt Thomas 1876—81 og nedsatte sig i København som venerolog 1882.
Han var reservelæge ved Kommunehospitalets afdeling IV 1882—85 og var 1887—1903 visiterende læge ved politiet, blev titulær professor 1903, og udnævntes 1904 til overlæge ved Vestre Hospital.
Pontoppidan har skrevet en del bøger og mange afhandlinger. Blandt disse sidste står Om offentlige Foranstaltninger mod Syfilis (1899), som et varmt indlæg i prostitutionsstriden. Han var medstifter af Dansk Forening til Kønssygdommenes Bekæmpelse (1902).
Han var, i det mindste i sine senere år, en ivrig forkæmper for afskaffelsen af visitationskontrollen af byens offentlige kvinder. Dette kom sig deraf, at denne ikke kunde tjene til at udrydde smittefaren, navnlig ikke ved gonorré.
Bror til Henrik, Morten og Knud Pontoppidan.